# Цветное золото

В треугольнике показаны различные цвета сплавов серебра, меди, золота

Цветно́е зо́лото — любой сплав золота, значительно отличающийся по цвету от чистого золота. Современная ювелирная промышленность, нуждаясь в увеличении разнообразия используемых материалов для усиления эстетического эффекта, приложила немало усилий для получения разнообразных цветных сплавов золота. Чистое золото жёлтого цвета, однако его сложно применить в ювелирных изделиях из-за мягкости и нестойкости к износу. В ювелирных изделиях применяются различные сплавы; классические, известные с древности, это сплавы с серебром и медью. Но в последние десятилетия появились сплавы золота разнообразных цветов. Часть из них является обычными сплавами, часть — интерметаллидными соединениями с характерными для интерметаллидов свойствами, ограничивающими их применение в ювелирных изделиях.
Цветное золото можно разделить на три категории:
- Сплавы золота с серебром и медью в различных пропорциях, белого, жёлтого, зелёного и красного цветов, — как правило, деформируемые сплавы;
- Интерметаллические соединения синего, фиолетового и ряда других цветов. В обычном состоянии хрупкие, но могут быть использованы в качестве драгоценных камней и вставок;
- Сплавы, используемые в качестве наносимых на поверхности оксидных слоев.

В англоязычных странах до сих пор используется традиционная «каратная» проба, выражающая, сколько частей золота приходится на 24 части сплава. Чистое 100-процентное золото имеет пробу в 24 карата по определению, следовательно, все остальные цветные сплавы имеют меньшую пробу: от 9 карат (375-я метрическая проба, или 37,5 %), 14 карат (58,5 %), 18 карат (75,0 %).

## Сплавы

### Белое золото
Белое золото является сплавом золота и по меньшей мере одного разбеливающего металла. Разбеливающими свойствами по отношению к золоту обладают серебро, никель, марганец, палладий и платина. Проба белого золота должна быть такой же, как у других ювелирных сплавов золота.
Свойства белого золота варьируются в зависимости от металлов и использованных пропорций. В результате белые сплавы золота могут быть использованы для различных целей; в то время как сплав с никелем твёрдый и прочный и поэтому хорош для колец и булавок, золото-палладиевый сплав является мягким, податливым и хорош для смешивания с другими металлами, как медь, серебро, платина как для получения стандартных проб, так и для прочности. Термин «белое золото» используется очень часто в промышленности для описания ювелирных сплавов стандартных проб с беловатым оттенком. Термин «белое» охватывает широкий спектр цветов, который граничит или перекрывается с бледно-жёлтым, коричневатым и даже очень бледно-розовым цветом. Разбеливающие свойства разных металлов различны. Так, достаточно 11 % платины, чтобы сделать сплав совершенно белым. Палладия для этого требуется 22 %. Сплавы с никелем и цинком содержат минимум 10 % никеля и 5 % цинка. Чтобы увеличить пластичность сплава, может быть добавлена медь. Прочность золото-никель-медных сплавов обусловлена образованием двух фаз, богатых золотом Au-Cu и богатых никелем Ni-Cu, что в результате упрочняет материал. В ювелирной промышленности используются сплавы золото-палладий-серебро и золото-никель-медь-цинк. Палладий и никель действует в качестве первичных агентов отбеливания на золото; цинк действует в качестве вторичного отбеливателя для ослабления цвета меди.
В некоторых сплавах белого золота используется никель, но он может вызвать аллергическую реакцию, если, например, наручные часы с корпусом из такого золота носить в течение длительного периода. Эта реакция (как правило, незначительные высыпания на коже) происходит примерно у одного из восьми человек, и из-за этого многие страны не используют никель в составе белого золота.

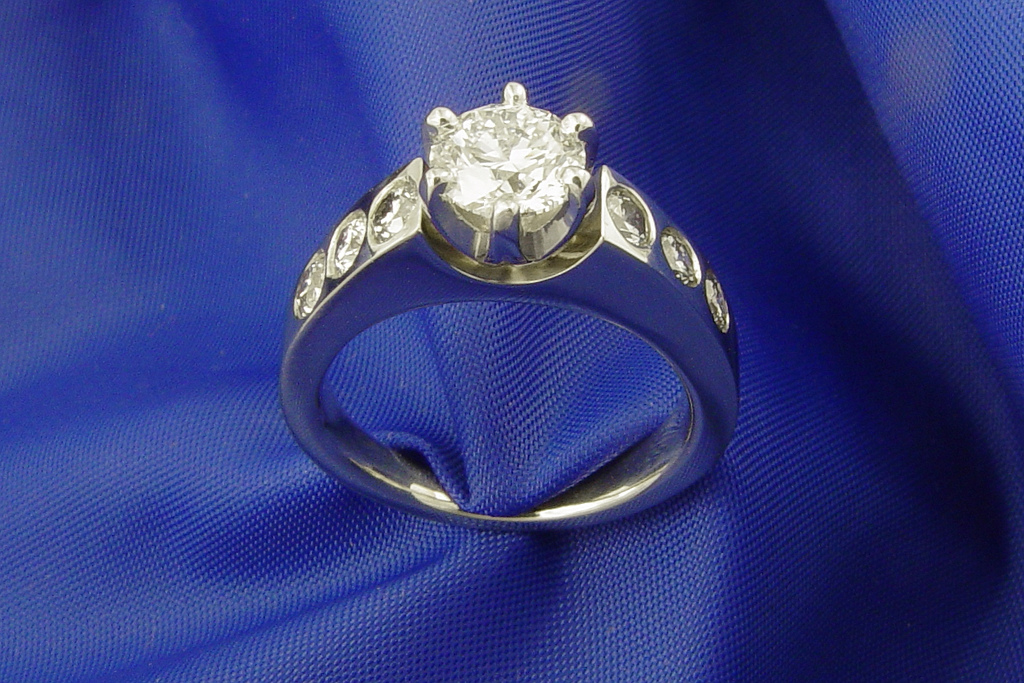
Белое золото

### Розовое и красное золото

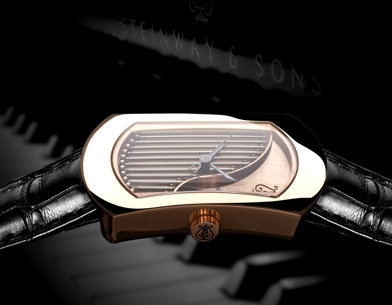
Красное золото

Розовое золото — сплав золота и меди — широко используется для специальных ювелирных изделий. Розовое золото, которое тоже называют красным золотом, было популярно в России в начале XIX века и было также известно как русское золото, хотя этот термин в настоящее время устарел. Ювелирные изделия из розового золота становятся всё более популярными в XXI веке. Оно обычно используется для обручальных колец, браслетов и других украшений.
Хотя эти названия часто используются как синонимы, различием между красным и розовым золотом является содержание меди: выше содержание меди — сильнее красное окрашивание. Розовое золото использует меньше меди, чем красное, в котором её содержание выше. Примеры сплавов для розового и красного золота с одинаковой пробой (18 карат):
- Красное золото 18K: 75 % золота, 25 % меди
- Розовое золото 18K: 75 % золота, 22,25 % меди, 2,75 % серебра.
- Розовое золото 18K: 75 % золота, 20 % меди, 5 % серебра.

Добавление до 15 % цинка к сплавам золота с медью позволяет изменить цвет сплава до красно-жёлтого или темно-жёлтого.
В древности из-за примесей при выплавке золота оно часто имело красноватый цвет. Поэтому многие греко-римские и даже средневековые тексты описывают золото как «красное», славянские тексты — как «червонное». Отсюда название золотой монеты — червонец.

### Зелёное золото

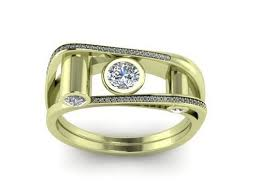
Зелёное золото

Зелёное золото было известно ещё лидийцам в 860 году до нашей эры под названием электрума, сплава серебра и золота. На самом деле оно выглядит как зеленовато-жёлтое, а не чисто зелёное.
Для достижения зелёного цвета к золотым сплавам также может быть добавлен кадмий, но при его использовании могут быть проблемы со здоровьем, или индий. Сплав 75 % золота, 23 % меди и 2 % кадмия имеет светло-зелёный цвет. Сплав 75 % золота, 15 % серебра, 6 % меди и 4 % кадмия даёт тёмно-зелёный оттенок.

## Интерметаллидные соединения
Все интерметаллиды золота AuX2 имеют кристаллическую структуру фторида кальция CaF2 и, следовательно, являются хрупкими. Отклонение от стехиометрии приводит к потере цвета. Немного нестехиометрические композиции, однако, используются, чтобы добиться двух- или трёхфазной мелкозернистой микроструктуры с пониженной хрупкостью. Чтобы достичь менее хрупкой микроструктуры, могут быть добавлены небольшие количества палладия, меди или серебра.
Интерметаллические соединения, как правило, имеют плохую устойчивость к коррозии. Менее благородные элементы выщелачиваются в окружающую среду. Следует избегать воздействия пота на синие и фиолетовые элементы золотых украшений, поскольку это может привести к выщелачиванию металлов и обесцвечиванию поверхности металла.

### Пурпурное золото
Пурпурное золото (синонимы: аметистовое золото и фиолетовое золото) — интерметаллид золота и алюминия с составом AuAl2. Содержание золота в AuAl2 около 79 %, и, следовательно, такой материал может считаться 18-каратным золотом. Фиолетовое золото более хрупкое, чем другие золотые сплавы (самопроизвольное возникновение этого интерметаллида — серьёзная проблема в электронике, когда золотые проводники привариваются к алюминиевым на поверхности кремния). Так как это интерметаллид, а не ковкий сплав, то резкий удар может привести к разрушению изделия. Поэтому фиолетовое золото обычно обрабатывается и используется в качестве «драгоценного камня» в обычных ювелирных изделиях, а не в качестве конструкционного элемента. При более низком содержании золота, материал состоит из интерметаллида и фазы твёрдого раствора алюминия. При более высоком содержании золота фиолетовый цвет сохраняется при уменьшении содержания алюминия до 15 %. При 88 % золота материал состоит из AuAl, и цвет меняется. (Фактический состав AuAl2 ближе к Al11Au6.)
Пурпурное золото было разработано профессором металлургии Сингапурского политехнического университета Ло Пенг Чамом (Сингапур), разработка началась в 1976 году, представлена широкой публике в 2003 году.

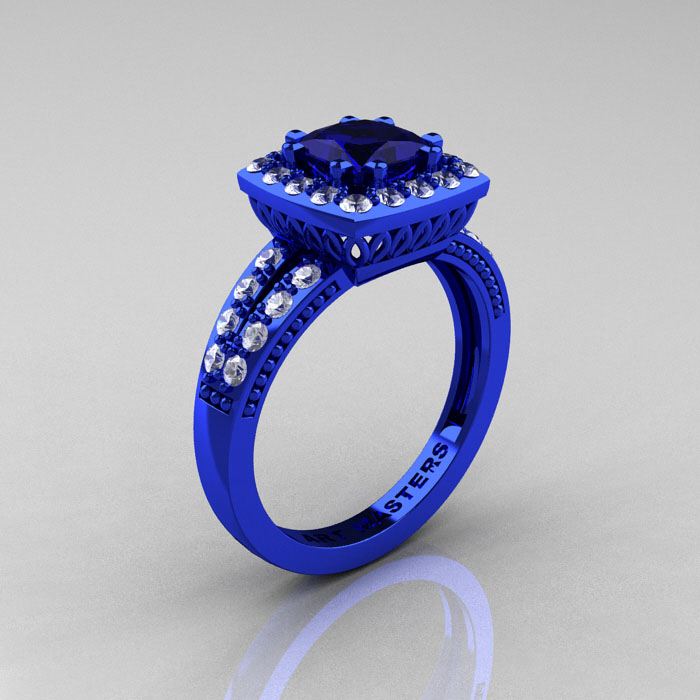
синее

### Синее золото
Синее золото — сплав золота с индием либо с галлием. Интерметаллид AuIn2 содержит 46,2 % золота (около 11 карат, не является стандартом) и 53,8 % индия. Хотя некоторые источники называют цвет AuIn2 «выраженным синим», на самом деле эффект невелик: в цветовых координатах CIELAB он описывается вектором (79, −3,7, −4,2) и является скорее сероватым. С галлием золото образует интерметаллическое соединение AuGa2 (58,5 % золота, 14 карат), которое обладает более лёгким голубоватым оттенком. Температура плавления у AuIn2 +541 °C, в то время как у AuGa2 +492 °C. AuIn2 менее хрупок, чем AuGa2, и иногда используется в качестве припоя для ремонта изделий из белого золота. При повышении пробы до стандартных 14 карат (585) голубой оттенок совершенно исчезает.
Поверхностное покрытие из синего золота может быть сформировано путём нанесения золотого покрытия и последующего покрытия индием в таком количестве, чтобы достигалось атомное соотношение [Au:In] = 1:2. Термообработка вызывает взаимную диффузию металлов и формирование необходимого интерметаллида AuIn2.

## Обработка поверхностей

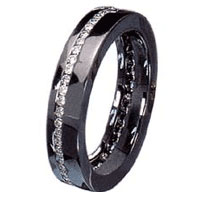
черное

### Чёрное золото
Чёрное золото является одним из видов золота, используемого в ювелирных изделиях, этот цвет золота можно получить различными способами:
- Гальваническое электроосаждение чёрного родиевого или рутениевого слоя на поверхность золота. Рутениевые покрытия оказываются несколько твёрже, чем родиевые[9].
- Патинирование с применением серы и кислородсодержащих соединений.
- Плазменно-химическое осаждение из газовой фазы аморфного углерода.
- Контролируемое окисление золотого сплава, содержащего хром или кобальт (например, 75 % золота, 25 % кобальта).

### Синее золото
Оксидные слои также могут быть использованы для получения синего золота из сплава 75 % золота, 24,4 % железа и 0,6 % никеля; слой формируется при термообработке в воздухе в диапазоне температур 450—600 °С.
Сапфировый цвет высококаратного золота (с пробой 20—23 карата) также может быть получен путём легирования рутением, родием и тремя другими элементами с последующей термической обработкой при 1800 °С, чтобы сформировать цветной поверхностный оксидный слой толщиной 3—6 мкм.